# Adolf Schmidt (Politiker, September 1886)
Adolf Schmidt (* 12. September 1886 in Neunkirchen (Saar); † 28. April 1980 in Penzberg) war ein deutscher Politiker, USPD/KPD-Abgeordneter des Bayerischen Landtags von 1920 bis 1924, Widerstandskämpfer gegen den Nationalsozialismus und KZ-Häftling.

## Leben
Adolf Schmidt, Sohn eines Bergmanns, erlernte nach dem Abschluss seiner Schullaufbahn den Beruf eines Schriftsetzers. 1907 wurde er Mitglied der SPD. Nach der Wanderschaft ließ er sich 1913 in Kempten nieder. Er nahm am Ersten Weltkrieg teil und wurde nach einer Kriegsverwundung 1917 Mitglied der USPD. Neben Wilhelm Deffner als erstem Vorsitzenden wurde er zweiter Vorsitzender und Geschäftsführer des Arbeiter- und Soldatenrats in Kempten sowie Schriftleiter der Allgäuer Volkswacht.  Im Februar 1919 forderte er an der Spitze des Arbeiterrats in Kempten die Übergabe der Exekutive. Nach Niederschlagung und Auflösung des Arbeiter- und Soldatenrats wurde er im Juni 1919 von einem Standgericht wegen Hochverrats zu drei Jahren Festungshaft in Niederschönenfeld verurteilt, wo er zusammen mit Ernst Toller, Ernst Niekisch, Erich Mühsam und Anderen einsaß. 1920 wurde er dennoch zum Abgeordneten in den Bayerischen Landtag gewählt, konnte aber das Mandat erst ab 1922 wahrnehmen, nachdem er nach seiner Freilassung am Kemptener Bahnhof begeistert empfangen und im Demonstrationszug zum Bürgersaal geleitet worden war. Nach einer schweren Herzerkrankung zog er sich 1924 von der politischen Arbeit zurück und trat auch aus der KPD aus, die inzwischen aus VKPD und USPD entstanden war. 1928 wurde er jedoch Politischer Leiter des Unterbezirks der KPD im Allgäu.
Nach der „Machtergreifung“ 1933 kam er in Schutzhaft. Im Dezember 1933 wurde er vom OLG München wegen Vorbereitung zum Hochverrat zu 18 Monaten Gefängnis verurteilt. Danach blieb er bis 1937 im KZ Dachau inhaftiert. Nach seiner Entlassung war er Setzer und Korrektor in Kempten. Nach dem gescheiterten Attentat vom 20. Juli 1944 wurde er erneut festgenommen und wieder ins KZ Dachau eingewiesen. Das Kriegsende erlebte er als freier Mann in Kempten. An der Spitze freigelassener Häftlinge der KZ-Außenlager im Allgäu forderte er von der Besatzungsmacht Mitwirkungsrechte bei der Neuordnung und nahm auf eigene Faust Verhaftungen vor. Von der US-Militärverwaltung wurde er als stellvertretender Bürgermeister in Kempten und dann von Mai 1945 bis Mai 1946 als Landrat des Kreises Kempten eingesetzt. Danach wurde er Leiter der Betreuungsstelle für politisch Verfolgte in Kempten. 1951 trat er als Stadtangestellter in den Ruhestand. Nach dem Tod seiner langjährigen ersten Frau heiratete er Betty März, die Witwe des in der Penzberger Mordnacht erschossenen Ludwig März, und starb 1980 in Penzberg.